# Danh sách công tước và thân vương Benevento
Đây là danh sách công tước và thân vương Benevento.

## Công tước Benevento
- 571–591 Zotto
- 591–641 Arechis I
- 641–642 Aiulf I[1]
- 642–647 Radoald[2]
- 647–662 Grimoald I (sau là Vua của người Lombard, 662–671)[2]
- 662–687 Romoald I[2]
- 687–689 Grimoald II[2]
- 689–706 Gisulf I[2]
- 706–730 Romoald II[2]
- 730–732 Audelais[3]
- 733–739 Gregory[4]
- 739–742 Godescalc[5][6]
- 742–751 Gisulf II[2]
- 751–758 Liutprand[2]
- 758–774 Arechis II (cố trở thành vua vào năm 774)[2]

## Thân vương Benevento
Cũng là Thân vương xứ Capua từ năm 900 đến năm 981. 
- 774–787 Arechis II (độc lập khỏi quyền lực hoàng gia)
- 787–806 Grimoald III
- 806–817 Grimoald IV
- 817–832 Sico I
- 832–839 Sicard
- 839–851 Radelchis I
- 851–854 Radelgar
- 854–878 Adelchis
- 878–881 Waifer
- 881–884 Radelchis II (bị phế truất)
- 884–890 Aiulf II
- 890–891 Orso
- 891–895 Nội thuộc Đông La Mã.
- 895–897 Guy (còn là Công tước Spoleto mất năm 898)
  - 897 Peter, Giám mục Benevento kiêm Nhiếp chính vương
- 897–900 Radelchis II (phục vị)
- 900–910 Atenulf I
  - 901–910 Landulf I, đồng cai trị
- 910–943 Landulf I, đồng cai trị từ năm 901 (xem trực tiếp ở trên)
  - 911–940 Atenulf II, đồng cai trị 
    - 940 Landulf, đồng cai trị

  - 940–943 Landulf II, đồng cai trị (có thể từ năm 939)
  - 933–943 Atenulf III Carinola, đồng cai trị
- 943–961 Landulf II the Red, đồng cai trị từ năm 940 (xem ở trên)
  - 943–961 Pandulf I Ironhead, đồng cai trị
  - 959–961 Landulf III, đồng cai trị
- 961–968 Landulf III, đồng cai trị với hoàng đệ (có thể từ năm 969, xem trực tiếp ở dưới), cũng đồng cai trị từ năm 959 (xem trực tiếp ở trên)
- 961–981 Pandulf I Đầu sắt, đồng cai trị với hoàng đệ (xem trực tiếp ở trên), cũng đồng cai trị từ năm 943 (xem ở trên), còn là công tước Spoleto (từ năm 967), Salerno (từ năm 978) và Capua (từ năm 961) 
  - 968–981 Landulf IV, đồng cai trị, công tước duy nhất trong một thời gian ngắn vào năm 981, về sau là công tước Capua (mất năm 993)
- 981–1014 Pandulf II
  - 987–1014 Landulf V, đồng cai trị
- 1014–1033 Landulf V, đồng cai trị từ năm 987 (xem trực tiếp ở trên, mất năm 1053)
  - 1012–1033 Pandulf III, đồng cai trị (mất năm 1059)
- 1033–1050 Pandulf III, đồng cai trị từ năm 1012 (xem trực tiếp ở trên, mất năm 1060)
  - 1038–1050 Landulf VI, đồng cai trị (mất năm 1077)

Năm 1050, các đồng thân vương Lombard đã bị toàn thể người dân bất mãn trục xuất ra khỏi thành phố. Năm 1051, thành phố được trao cho Giáo hoàng. Năm 1053, người Norman đã chiếm đóng cả công quốc kể từ sau năm 1047 (khi Hoàng đế Henry III cho phép Humphrey xứ Hauteville) đã nhượng lại cho Giáo hoàng với người mà họ thực hiện một thỏa thuận hưu chiến gần đây.

## Thân vương Benevento dưới thờiGiáo hoàng
Giáo hoàng đã bổ nhiệm mục sư của riêng mình, nhưng những công dân đã mời các thân vương cũ quay trở về và đến năm 1055 thì lại cầm quyền với thân phận là chư hầu của Giáo hoàng.
- 1053–1054 Rudolf, mục sư
- 1054–1059 Pandulf III (lần nữa)
- 1054–1077 Landulf VI, đồng cai trị từ năm 1038
- 1056–1074 Pandulf IV

## Thân vương Benevento người Norman
- 1078–1081 Robert Guiscard

Guiscard đã trả lại xứ này cho Giáo hoàng, nhưng chẳng có vị công tước hoặc thân vương Benevento mới nào được chỉ định mãi cho đến tận thế kỷ 19.

## Thân vương Benevento dưới thờiNapoléon
- 1806–1815 Charles Maurice de Talleyrand-Périgord